# Biatlon op de Olympische Winterspelen 2006
Biatlon is een van de sporten die beoefend werden tijdens de Olympische Winterspelen 2006 in Turijn, Italië. De wedstrijden vonden plaats in het Centro Olimpico di Biathlon in Cesana San Sicario.

## Wedstrijdschema
| Datum       | Onderdeel                                                |
| ----------- | -------------------------------------------------------- |
| 11 februari | 20 km individueel mannen                                 |
| 13 februari | 15 km individueel vrouwen                                |
| 14 februari | 10 km sprint mannen                                      |
| 16 februari | 7,5 km sprint vrouwen                                    |
| 18 februari | 10 km achtervolging vrouwen 12,5 km achtervolging mannen |
| 21 februari | 4 x 7,5 km estafette mannen                              |
| 23 februari | 4 x 6 km estafette vrouwen                               |
| 25 februari | 12,5 km massastart vrouwen 15 km massastart mannen       |

## Medailles

### Mannen
| Onderdeel             | Goud | Goud                                                | Zilver | Zilver                                                                | Brons | Brons                                                         |
| --------------------- | ---- | --------------------------------------------------- | ------ | --------------------------------------------------------------------- | ----- | ------------------------------------------------------------- |
| 20 km individueel     | GER  | Michael Greis                                       | NOR    | Ole Einar Bjørndalen                                                  | NOR   | Halvard Hanevold                                              |
| 10 km sprint          | GER  | Sven Fischer                                        | NOR    | Halvard Hanevold                                                      | NOR   | Frode Andresen                                                |
| 12,5 km achtervolging | FRA  | Vincent Defrasne                                    | NOR    | Ole Einar Bjørndalen                                                  | GER   | Sven Fischer                                                  |
| 15 km massastart      | GER  | Michael Greis                                       | POL    | Tomasz Sikora                                                         | NOR   | Ole Einar Bjørndalen                                          |
| 4×7,5 km estafette    | GER  | Ricco Groß Michael Rösch Sven Fischer Michael Greis | RUS    | Ivan Tsjerezov Sergei Tchepikov Pavel Rostovtsev Nikolaj Kroeglov jr. | FRA   | Julien Robert Vincent Defrasne Ferreol Cannard Raphaël Poirée |

### Vrouwen
| Onderdeel           | Goud | Goud                                                             | Zilver | Zilver                                                | Brons | Brons                                                                   |
| ------------------- | ---- | ---------------------------------------------------------------- | ------ | ----------------------------------------------------- | ----- | ----------------------------------------------------------------------- |
| 15 km individueel   | RUS  | Svetlana Ishmouratova                                            | GER    | Martina Glagow                                        | RUS   | Martina Glagow                                                          |
| 7,5 km sprint       | FRA  | Florence Baverel-Robert                                          | SWE    | Anna Carin Olofsson                                   | UKR   | Lilia Efremova                                                          |
| 10 km achtervolging | GER  | Kati Wilhelm                                                     | GER    | Martina Glagow                                        | RUS   | Albina Akhatova                                                         |
| 12,5 km massastart  | SWE  | Anna Carin Olofsson                                              | GER    | Kati Wilhelm                                          | GER   | Uschi Disl                                                              |
| 4×6 km estafette    | RUS  | Anna Bogaliy Svetlana Ishmouratova Olga Zaitseva Albina Akhatova | GER    | Martina Glagow Andrea Henkel Katrin Apel Kati Wilhelm | FRA   | Delphyne Peretto Florence Baverel-Robert Sylvie Becaert Sandrine Bailly |

### Medaillespiegels

#### Landen
| Plaats | Land      | NOC    | Goud | Zilver | Brons | Totaal |
| ------ | --------- | ------ | ---- | ------ | ----- | ------ |
| 1      | Duitsland | GER    | 6    | 3      | 1     | 10     |
| 2      | Rusland   | RUS    | 2    | 2      | 2     | 6      |
| 4      | Frankrijk | FRA    | 2    | 0      | 3     | 5      |
| 4      | Noorwegen | NOR    | 0    | 3      | 3     | 6      |
| 5      | Polen     | POL    | 0    | 1      | 0     | 1      |
| 5      | Zweden    | SWE    | 0    | 1      | 0     | 1      |
| 7      | Oekraïne  | UKR    | 0    | 0      | 1     | 1      |
| Totaal | Totaal    | Totaal | 10   | 10     | 10    | 30     |

#### Atleten
| Plaats | Atleet                  | Land      | Goud | Zilver | Brons | Totaal |
| 1      | Michael Greis           | Duitsland | 3    | 0      | 0     | 3      |
| 2      | Sven Fischer            | Duitsland | 2    | 0      | 1     | 3      |
| 3      | Svetlana Ishmouratova   | Rusland   | 2    | 0      | 0     | 2      |
| 4      | Kati Wilhelm            | Duitsland | 1    | 2      | 0     | 3      |
| 5      | Anna Carin Olofsson     | Zweden    | 1    | 1      | 0     | 2      |
| 6      | Albina Akhatova         | Rusland   | 1    | 0      | 2     | 3      |
| 7      | Florence Baverel-Robert | Frankrijk | 1    | 0      | 1     | 2      |
| 7      | Vincent Defrasne        | Frankrijk | 1    | 0      | 1     | 2      |
| 9      | Anna Bogaliy            | Rusland   | 1    | 0      | 0     | 1      |
| 9      | Ricco Groß              | Duitsland | 1    | 0      | 0     | 1      |
| 9      | Michael Rösch           | Duitsland | 1    | 0      | 0     | 1      |
| 9      | Olga Zajtseva           | Rusland   | 1    | 0      | 0     | 1      |
| 13     | Martina Glagow          | Duitsland | 0    | 3      | 0     | 3      |
| 14     | Ole Einar Bjørndalen    | Noorwegen | 0    | 2      | 1     | 3      |
| 15     | Halvard Hanevold        | Noorwegen | 0    | 1      | 1     | 2      |
| 16     | Katrin Apel             | Duitsland | 0    | 1      | 0     | 1      |
| 16     | Andrea Henkel           | Duitsland | 0    | 1      | 0     | 1      |
| 16     | Nikolay Kruglov         | Rusland   | 0    | 1      | 0     | 1      |
| 16     | Pavel Rostovtsev        | Rusland   | 0    | 1      | 0     | 1      |
| 16     | Tomasz Sikora           | Polen     | 0    | 1      | 0     | 1      |
| 16     | Sergei Tchepikov        | Rusland   | 0    | 1      | 0     | 1      |
| 16     | Ivan Tsjerezov          | Rusland   | 0    | 1      | 0     | 1      |
| 23     | Frode Andresen          | Noorwegen | 0    | 0      | 1     | 1      |
| 23     | Sandrine Bailly         | Frankrijk | 0    | 0      | 1     | 1      |
| 23     | Sylvie Becaert          | Frankrijk | 0    | 0      | 1     | 1      |
| 23     | Ferreol Cannard         | Frankrijk | 0    | 0      | 1     | 1      |
| 23     | Uschi Disl              | Duitsland | 0    | 0      | 1     | 1      |
| 23     | Lilija Jefremova        | Oekraïne  | 0    | 0      | 1     | 1      |
| 23     | Delphyne Peretto        | Frankrijk | 0    | 0      | 1     | 1      |
| 23     | Raphaël Poirée          | Frankrijk | 0    | 0      | 1     | 1      |
| 23     | Julien Robert           | Frankrijk | 0    | 0      | 1     | 1      |

Chamonix 1924 (MP) · St. Moritz 1928 (MP) · Garmisch-Partenkirchen 1936 (MP) · St. Moritz 1948 (MP) · Squaw Valley 1960 · Innsbruck 1964 · Grenoble 1968 · Sapporo 1972 · Innsbruck 1976 · Lake Placid 1980 · Sarajevo 1984 · Calgary 1988 · Albertville 1992 · Lillehammer 1994 · Nagano 1998 · Salt Lake City 2002 · Turijn 2006 · Vancouver 2010 · Sotsji 2014 · Pyeongchang 2018 · Peking 2022 
Lijst van olympische medaillewinnaars
Alpineskiën · Biatlon · Bobsleeën · Curling · Freestyleskiën · Kunstrijden · Langlaufen · Noordse combinatie · Rodelen · Schaatsen · Schansspringen · Shorttrack · Skeleton · Snowboarden · IJshockey